# Castello di Murol
Il castello di Murol (château de Murol) è un castello che si trova nell'omonimo comune dell'Alvernia-Rodano-Alpi, in Francia.

## Storia
Il castello di Murol venne eretto nel dodicesimo secolo, in quella che era una regione fertile e molto popolosa. Durante la guerra dei cent'anni (1337-1453), il castello di Murol protesse la popolazione locale dalle continue invasioni, le incursioni dei banditi e dalla peste. Sul finire del quattordicesimo secolo, Guillaume II de Murol apportò delle modifiche strutturali all'edificio per renderlo più resistente. Tra il XV e il XVI secolo, la fortificazione era di proprietà dei d'Estaing. Benché avesse ordinato la distruzione di molte fortificazioni in tutta la Francia, il cardinale Richelieu decise di risparmiare il castello di Murol. Nel corso dei secoli, l'edificio perse di importanza strategica, venne adibito a varie funzioni, fino agli anni cinquanta del Novecento, quando divenne di proprietà del comune di Murol.